# Джеймс Макконнелл
Джеймс Ві́льям Макко́ннелл (англ. James William McConnell; нар. 13 вересня 2004, Морпет) — англійський футболіст, півзахисник клубу «Ліверпуль».

## Клубна кар'єра
Почав займатися футболом в академії клубу «Сандерленд», а в липні 2019 року приєднався до академії «Ліверпуля». У вересні 2021 року підписав свій перший професіональний контракт з «Ліверпулем».
26 жовтня 2023 року дебютував за основний склад «Ліверпуля», вийшовши на заміну Кертісу Джонсу в матчі групового етапу Ліги Європи УЄФА проти «Тулузи». 12 листопада дебютував в Прем'єр-лізі, вийшовши на заміну Домініку Собослаї в матчі проти «Брентфорда».
13 січня 2024 року підписав новий контракт з «Ліверпулем». 28 січня вперше вийшов у стартовому складі за «Ліверпуль» в матчі четвертого раунду Кубка Англії проти «Норвіч Сіті». 25 лютого 2024 року допоміг команді здобути Кубок Футбольної ліги, вийшовши на заміну у фінальному матчі проти «Челсі».
29 січня 2025 року в матчі проти нідерландського ПСВ дебютував у Лізі чемпіонів УЄФА.

## Кар'єра в збірній
Виступав за збірну Англії до 20 років.

## Статистика виступів
Станом на 9 лютого 2025 
| Клуб              | Сезон             | Чемпіонат         | Чемпіонат | Чемпіонат | Кубок | Кубок | Кубок ліги | Кубок ліги | Єврокубки | Єврокубки | Інші  | Інші | Всього | Всього |
| Клуб              | Сезон             | Дивізіон          | Матчі     | Голи      | Матчі | Голи  | Матчі      | Голи       | Матчі     | Голи      | Матчі | Голи | Матчі  | Голи   |
| ----------------- | ----------------- | ----------------- | --------- | --------- | ----- | ----- | ---------- | ---------- | --------- | --------- | ----- | ---- | ------ | ------ |
| Ліверпуль         | 2023–24           | Прем'єр-ліга      | 3         | 0         | 2     | 0     | 1          | 0          | 3         | 0         | 0     | 0    | 9      | 0      |
| Ліверпуль         | 2024–25           | Прем'єр-ліга      | 0         | 0         | 2     | 0     | 1          | 0          | 1         | 0         | 0     | 0    | 4      | 0      |
| Всього за кар'єру | Всього за кар'єру | Всього за кар'єру | 3         | 0         | 4     | 0     | 2          | 0          | 4         | 0         | 0     | 0    | 13     | 0      |

1. ↑  Матчі в Лізі Європи УЄФА
2. ↑  Матчі в Лізі чемпіонів УЄФА

## Досягнення
«Ліверпуль»
- Володар Кубка Футбольної ліги: 2023–24[12]